# Cirò bianco
Pour les articles homonymes, voir Ciro (homonymie).
Le Cirò bianco est un vin blanc italien produit dans la région Calabre, dans le sud de l'Italie, doté d'une appellation DOC depuis le 25 septembre 1989. Seuls ont droit à la DOC les vins récoltés à l'intérieur de l'aire de production définie par le décret.

## Aire de production
Les vignobles autorisés se situent en province de Crotone dans les communes de Cirò et Cirò Marina ainsi qu'en partie sur le territoire de Melissa et Crucoli.

## Caractéristiques organoleptiques
- couleur : jaune plus ou moins intense
- odeur : vineuse et agréable
- saveur : sec, harmonieux, doux, coloré et animé

Le Cirò bianco se déguste à une température de 8 à 10 °C.

## Détails historiques
Le Cirò est certainement le vin le plus connu de Calabre. Son origine est très ancienne et remonte à l'époque où la région, colonisée par les Grecs, faisait partie de la Grande-Grèce. Son nom provient d'un vin amené par les colonisateurs, le Krimisa.

## Association de plats conseillée
Le Cirò bianco est recommandé pour accompagner des pâtes, risotti aux légumes, fruits de mer, poissons, viandes blanches et volaille, fromage ricotta. Il peut également être servi à l'apéritif pour accompagner les antipasti.

## Production
Province, saison, volume en hectolitres :
- Crotone : information non disponible